# Toman Brod
Toman Brod (18. ledna 1929 v Praze) je přední český historik pocházející z pražské židovské rodiny. Ve svých odborných pracích se věnuje převážně novodobým vojenským dějinám, problematice československo-sovětských vztahů, československému odboji na Západě v období druhé světové války, holocaustu a druhé světové válce celkově. Kromě mnoha odborně zaměřených publikací mu vyšla i vzpomínková autobiografická kniha „Ještě že člověk neví, co ho čeká“.

## Stručný životopis
V průběhu druhé světové války byl v červenci roku 1942 se svým o dva roky starším bratrem Hanušem a matkou Olgou deportován do Terezína. Odtud byl za rok a půl (v prosinci 1943) transportován do koncentračního tábora v Osvětimi (do tzv. dětského tábora). Tady (v bloku BIIb) přežil až do června roku 1944, kdy prošel selekcí doktora Josefa Mengeleho a následně byl přemístěn do mužské části osvětimského tábora. V říjnu roku 1944 prošel Toman Brod další selekcí, byl určen pro práci ve Velkoněmecké říši a byl přemístěn do pracovního tábora Gross-Rosen. Po skončení druhé světové války a osvobození Německem okupovaných území onemocněl tyfem. Po návratu do Prahy prodělal tuberkulózu. Po druhé světové válce vstoupil Toman Brod do KSČ. V letech 1959 až 1965 byl registrován jako spolupracovník Státní bezpečnosti (StB). Koncem 60. let dvacátého století byl propuštěn ze zaměstnání a vyloučen z KSČ. Živil se jako čerpač vody a taxikář. Je signatářem Charty 77.

## Podrobný životopis

### Dětství

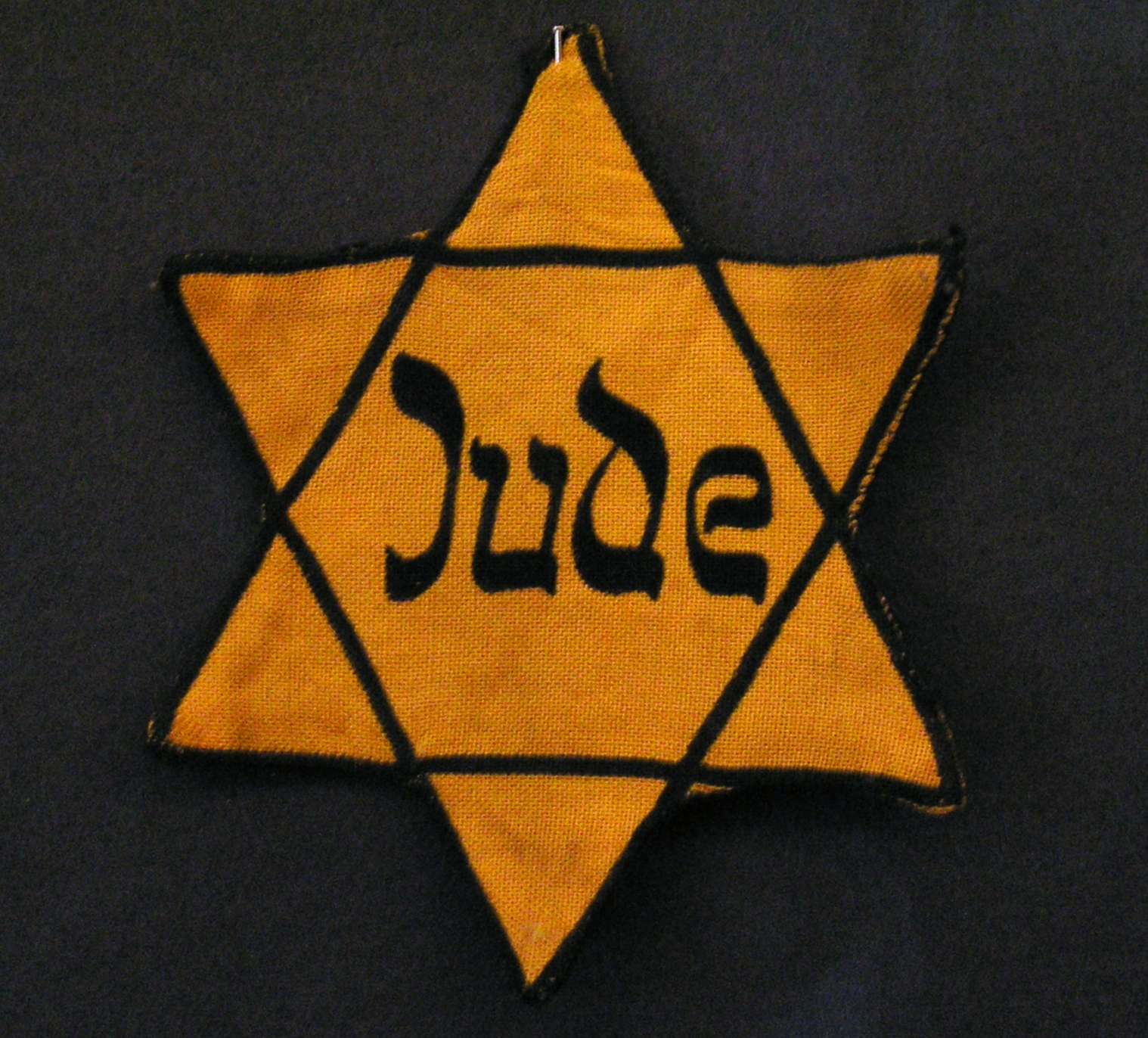
Davidova hvězda, kterou museli nosit Židé za druhé světové války viditelně našitou na svém oblečení

Toman Brod se narodil v Praze 18. ledna roku 1929 do dobře situované a zámožné židovské rodiny.
Jeho otec Arnošt Brod (* 28. listopadu 1878 ve Vrdech-Bučicích) pocházel z Bučic. Do Prahy se přestěhoval ve druhé polovině dvacátých let dvacátého století. Byl velkoobchodníkem s obilím. V Čáslavi vlastnil sklad, kupoval od místních sedláků obilí, které pak na Plodinové burze v Praze prodával.
Jeho matka Olga Brodová, za svobodna Picková (* 29. ledna 1890 v Ledči nad Sázavou) pocházela z rozvětvené rodiny z Ledče nad Sázavou. Po svatbě s Arnoštem Brodem v červenci roku 1912 v Bučicích následovala ve dvacátých letech dvacátého století svého manžela do Prahy. Byla ženou v domácnosti. Brodovi patřili k dobře situované střední třídě, bydleli ve velkém pětipokojovém bytě (s výhledem na Vltavu a na Hradčany) ve druhém patře měšťanského domu z konce devatenáctého století na Palackého nábřeží (mezi Palackého a Jiráskovým mostem), měli kuchařku (Anna Kopská) a vychovatelku. Po smrti Arnošta Broda 28. září 1938 (dva dny před podpisem Mnichovské dohody) se rodina z finančních důvodů přestěhovala do menšího bytu ve Veletržní ulici v Holešovicích a byli nuceni se obejít bez vychovatelky.
Manželé Brodovi byli spolu již patnáct let, když se jim narodil (v roce 1927) prvorozený syn Hanuš a o dva roky později pak druhý syn Toman.
Toman Brod navštěvoval chlapeckou školu v Pštrossově ulici u kostela svatého Vojtěcha na Praze 1, v budově, kde byla v roce 1890 založena Minerva Elišky Krásnohorské, první české gymnázium, kde mohly studovat dívky. Po zrušení školy ve Pštrossově ulici pokračoval Toman Brod ve škole ve Štěpánské ulici. Po přestěhování rodiny do Veletržní ulice začal Toman Brod chodit do české školy v Holešovicích. Na doporučení blízkého příbuzného se rodina Brodových přestěhovala do domu v dnešní ulici Milady Horákové, který mu patřil. Za několik měsíců ale Němci byt zabrali a Brodovi se museli přestěhovat na Staré Město (do Kozí ulice), kam byli soustřeďováni židé z Prahy, kteří postupně museli opouštět své vlastní byty. Brodovic kuchařka Anna Kopská nebyla židovka a tak mohla na svoje jméno pronajmout dvoupokojový byt v Masné ulici, kam se rodina nakonec uchýlila.
Naštěstí jsme měli křesťanskou kuchařku, která už sice nebyla naší zaměstnankyní, ale stále žila s námi v domácnosti. Na své jméno si najala dvoupokojový byt v Masné ulici. S matkou si říkaly, že těch pár měsíců, co bude trvat válka, to vydržíme. Provizorium ale trvalo padesát let.
Toman Brod, ,  
Opatření proti židům se postupem doby víc a víc stupňovala. S přibývajícími protižidovskými zákony došlo logicky i na židovské děti. V létě roku 1940 byl Toman Brod vyloučen ze školy. Spolu s několika židovskými dětmi nejprve tajně navštěvoval asi tři čtvrtě roku soukromou výuku organizovanou židovskými učiteli v privátních bytech. Když se na jaře roku 1942 uvolnila (paradoxně díky začínajícím židovským transportům) židovská škola v Jáchymově ulici navštěvoval asi dva měsíce i tuto školu.
Ze všech protižidovských opatření nejcitlivěji zasáhl na podzim roku 1941 dvanáctiletého Tomana Broda výnos o povinnosti nošení židovské žluté hvězdy.
Poprvé jsem si naplno uvědomil, že teď jsem vydělen ze společnosti, teď jsem deklasován, jsem tvor druhého řádu. Pořád jsem se totiž cítil Čechem. Byli jsme vychováváni jako čeští vlastenci. Bylo to pro mě ponížení, že najednou nesmím být Čechem, že musím být Židem. Pan rabín by to asi neslyšel rád, ale tehdy to tak bylo.
Toman Brod, ,  

### Terezín

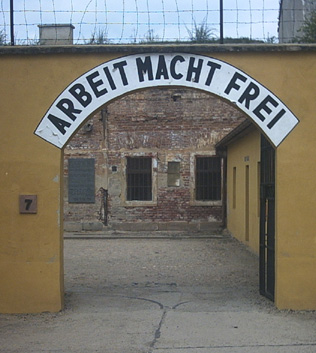
Brána v malé pevnosti Terezín

Dne 27. července 1942 musel třináctiletý Toman Brod, jeho o dva roky starší bratr Hanuš a jeho matka Olga odjet z Prahy transportem "AAu" do židovského ghetta v Terezíně.
Povolávací rozkaz jsme dostali v červenci 1942: jedem do Terezína. Já jako dítě jsem to spíš považoval za dobrodružství. Praha už je otrava, třeba to bude v Terezíně zajímavější. Děti jsou naivní, žijí přítomností. Rozloučení nebylo ani příliš tklivé. Sebrali jsme pár zavazadel, co nám povolili. Stejně nám je pak všechny ukradli, takže v Terezíně jsme měli jen to, co jsme si nesli v rukou.
Toman Brod, ,  
Tam byli rozděleni a zatímco jejich matka byla ubytována v Hamburských kasárnách, oba její synové bydleli zpočátku v Hannoverských kasárnách. Krátce nato byl Hanuš přemístěn do domova pro starší hochy a Toman pak do domova mládeže „L 417“. Rozdílné ubytování ale hochům nebránilo v pravidelných návštěvách jejich matky (obvykle v poledne, kdy bylo volno).
Rozdělili nás. Matka putovala do kasáren, bratr byl v domově pro starší a já v domově mládeže. Lidé byli napěchovaní v rozpadajících se domech od sklepa až na půdu, žili ve špíně, zamoření hmyzem, bez hygienických zařízení. Staří lidé se nemohli adaptovat. Byl pochopitelně hlad. Ráno jsme dostávali trochu černé vody, v poledne pár brambor politých nějakou tekutinou, trochu vodové polívky a večer kousek chleba s margarínem. Nestačilo to k životu ani k smrti.
Toman Brod, ,  
V domově „L 417“ nepobyl Toman Brod dlouho. Onemocněl spálou a byl odeslán do nemocnice na infekční oddělení. Na podzim roku 1942 se Toman Brod uzdravil (kromě spály ještě prodělal žloutenku) a byl přemístěn zpátky na „L 417“. Tady fungovali chlapci tak, že byli rozděleni do menších skupin, které měly každá svého vedoucího. Skupině, kde byl Toman, dělal vychovatele (jen něco málo přes dvacet let starý) Arno Ehrlich, který chlapce vychovával ve skautském duchu.
Matka Tomana Broda v Terezíně dělala ošetřovatelku a pečovala o skupinu fyzicky i duševně postižených dětí. Bratr Hanuš (byl později ubytován v domově Q 317) chodil v Terezíně do práce, Toman spolu s ostatními chlapci vykonávali nenáročnou činnost před školou, kde byla malá zahrádka a kde se snažili něco vypěstovat. Jejich hlavní náplní ale byla návštěva školy, kde se konalo pravidelné vyučování (počty, zeměpis, dějepis a další předměty).
Jednoho dne byli bratři Tomanovi zařazeni do transportu na východ, ale podařilo se je vyreklamovat. Reklamaci (na přímluvu matky) provedl Tomanův bratranec, který byl z Ak-transportu (tzv. Aufbaukommando – komando výstavby, jistým způsobem privilegované) a měl nějaký vliv na terezínskou židovskou samosprávu. Z dalšího transportu, který odjížděl z Terezína v polovině prosince 1943 do Osvětimi, se mu to ale již nepodařilo.
Tentokrát už to nebyly osobní vozy, ale přijely dobytčí vagony. Naložili nás, muže a ženy zvlášť, do vagonu tak 50-60 lidí a doprostřed postavili kontejner s čajem a kontejner na potřebu. Dali nám kus chleba s náhražkou salámu a zavřeli dveře. Za chvíli jsme začali pociťovat nedostatek vzduchu, kontejner s čajem se vyprázdnil, zato začal přetékat kontejner s exkrementy.
Toman Brod, ,  

### Osvětim

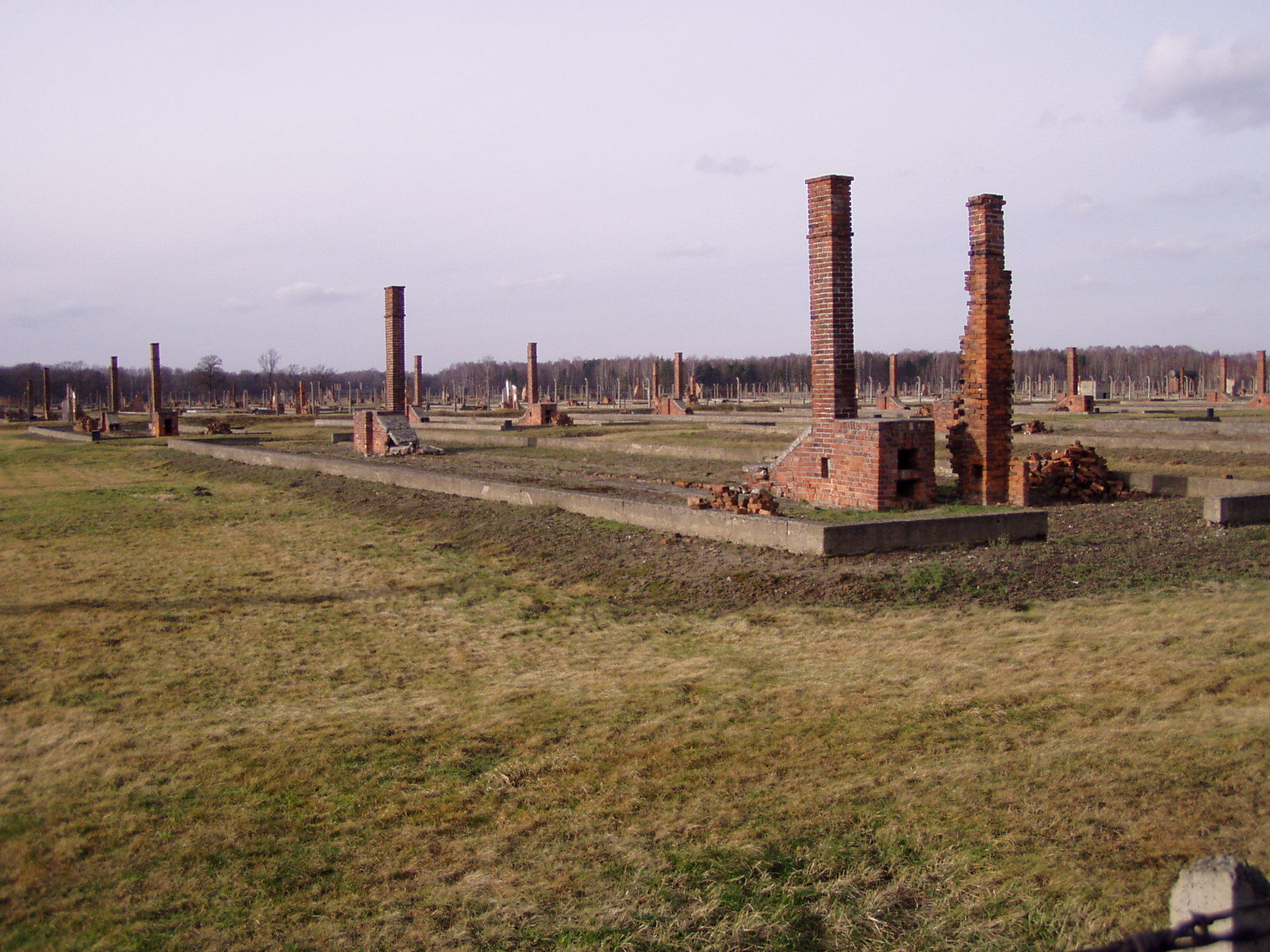
Pozůstatky baráku v úseku BIIb – v terezínském rodinném táboře

V koncentračním táboře v Birkenau (satelitní části osvětimského vyhlazovacího tábora) byl Toman Brod přemístěn do tzv. rodinného tábora „BIIb“. (Familienlager Theresienstadt)
Tábor představoval tak 150 x 600 metrů oploceného blátivého prostoru. Suroví esesmani a kápové, netopilo se, hygienické zařízení jen společné latríny a umývárny, kde trochu tekla ledová voda, a samozřejmě hrozný hlad. Ráno nějaká černá voda, v poledne tři čtvrtě litru vodové polévky s červenou řepou nebo několika bramborami a večer kousek chleba s kolečkem salámu nebo margarínem. Za několik dní jsem pochopil, jak trpěli staří lidé v Terezíně, když se shromažďovali kolem odpadků. Hlad nebylo možno utišit.
Toman Brod, ,  
Přes den chodil s ostatními chlapci (tou dobou mu bylo čtrnáct let) na tzv. dětský blok, kde už se prakticky žádná výuka nekonala. Vychovatelé se snažili svoje svěřence zabavit vyprávěním, pokoušeli se secvičit divadlo, recitovat sborově různé básně nebo zkoušeli nastudovat všelijaké pantomimické scénky. Na dětský blok chodil i doktor Josef Mengele. Zde vystupoval jako hodný strýček, sice v esesácké uniformě, ale v bílých rukavičkách. S dětmi rozmlouval laskavě a ptal se jich, jestli jsou spokojené se svými vychovateli a jestli jim něco nechybí. Měl zájem především o dvojčata, která si zde vybíral.
K privilegiím rodinného tábora patřila možnost dostávat balíky. Bratr Hanuš a matka napsali známým do Prahy lístky z „Arbeitslager Birkenau bei Neuberun“  a jejich bývalá kuchařka a bytná paní Anna Kopská skutečně odeslala do rodinného tábora bratrům Brodovým a jejich matce asi tři balíky s chlebem a pomazánkou.
V červnu roku 1944 došlo k likvidaci tábora, ale ještě před tím Němci provedli několik selekcí. Doktor Josef Mengele nejprve odeslal pryč muže, pak ženy a nakonec v táboře zbyli jenom staří lidé, matky a děti. Tomanův bratr Hanuš byl začátkem července 1944 z tábora přemístěn do nějakého pracovního tábora a již jej nikdo více nespatřil. Zemřel nejspíše na jaře roku 1945, buďto kvůli nemoci nebo při pochodech smrti. V táboře zůstal Toman se svojí matkou. Ta byla již v Terezíně operována na rakovinu a tedy nemohla projít selekcí, takže si ji tam stejně jako čtrnáctiletého Tomana nechali.
Doktor Josef Mengele provedl na poslední chvíli 6. července 1944 ještě selekci ve skupině asi jednoho sta chlapců ve věku zhruba od 14 do 16 let. Mengele uznal Tomana Broda (a spolu s ním i několik desítek chlapců) za schopného dalšího odsunu a to Brodovi zachránilo život. Byli odesláni do tzv. Männerlageru (mužského tábora).
Nazí chlapci, v jedné ruce boty, v druhé šaty, pochodovali po levé straně před Mengelem a on ukazoval tam nebo onam. Mně skutečně tento milý pan doktor Mengele zachránil život, protože řekl, že jsem práceschopný. Asi devadesát chlapců vybral. Netrvalo ani hodinu – neměl jsem vůbec čas rozloučit se s matkou – a odvedli nás do sousedního mužského tábora.
Toman Brod, ,  
Dne 10. července 1944 zbylí vězni (asi sedm tisíc lidí: ženy s dětmi, staří, nemocní lidé) z likvidovaného rodinného tábora v průběhu dvou nocí zahynuli v plynových komorách. Brodova matka Olga byla mezi nimi.

### Mužský tábor

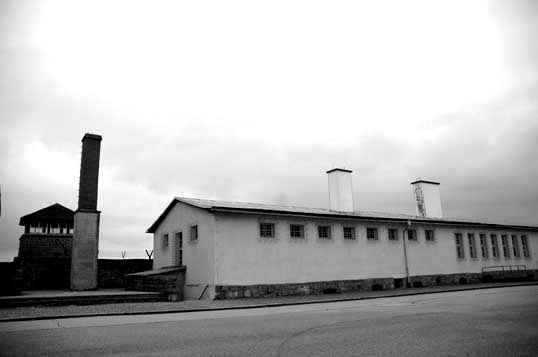
Jedna z budov krematoria v Mauthausenu

V mužském táboře byl Toman Brod umístěn na blok č. 13 k tzv. Strafkommandu, kam se vězni dostávali za všelijaká provinění. Od vězňů pracujících v tzv. Sonderkommandu (zvláštní komando – obsluhovalo plynové komory a krematoria) se Toman Brod dozvěděl, že jeho matka zahynula v plynové komoře. Na podzim roku 1944 se začalo mluvit o tom, že se blíží Rudá armáda a že se tábor bude likvidovat.
Dostali jsme možnost pracovat s vozíkem, který táhlo asi 6-8 lidí. Jezdili jsme hlavně pro dřevo do kuchyně. Jezdili jsme pro něj do krematoria, kde byla na dvoře naskládaná kulatina. V létě 1944 ještě přijížděly poslední transporty maďarských Židů. Krematorium bylo u rampy. Když jsme se vraceli s nákladem dřeva, zůstala tam spousta věcí po vyklizených transportech – jídlo, šatstvo. Pro nás to byla obrovská příležitost. Když se nikdo nedíval, skočili jsem na rampu, naházeli jsme na vozík nějaké šaty, boty, košile, dokonce i salámy, zavařeniny nebo bochníky chleba. Nebyli jsme už tak odkázáni jen na hladovou stravu v táboře.
Toman Brod, ,  
Jednoho dne v říjnu roku 1944 byla nečekaně vyhlášena selekce. Při ní nějaký příslušník SS ukazoval doprava, doleva. Většině chlapců ukázal doprava, ale Tomanu Brodovi ukázal doleva. Toman pak za jeho zády nepozorovaně přeběhl do skupiny napravo, což mu nejspíše zachránilo život. Vybraní chlapci spolu s Tomanem Brodem byli přemístěni do pracovního tábora Gross-Rosen.
Jednoho dne, někdy v polovině října 1944, jsem byl poslán zase do kuchyně, abych loupal brambory. Najednou se objevil nějaký chlapec a začal křičet, že se koná selekce a řada lidí má odjet z tábora pryč. Intuitivně jsem se rozhodl, vyběhl z kuchyně a viděl zástup asi dvaceti chlapců, a že už je esesman třídí nalevo/napravo. Honem jsem se zařadil, ale on mě kupodivu nevybral. Za jeho zády jsem ale přeběhl na opačnou stranu.
Toman Brod, ,  

### Gross-Rosen

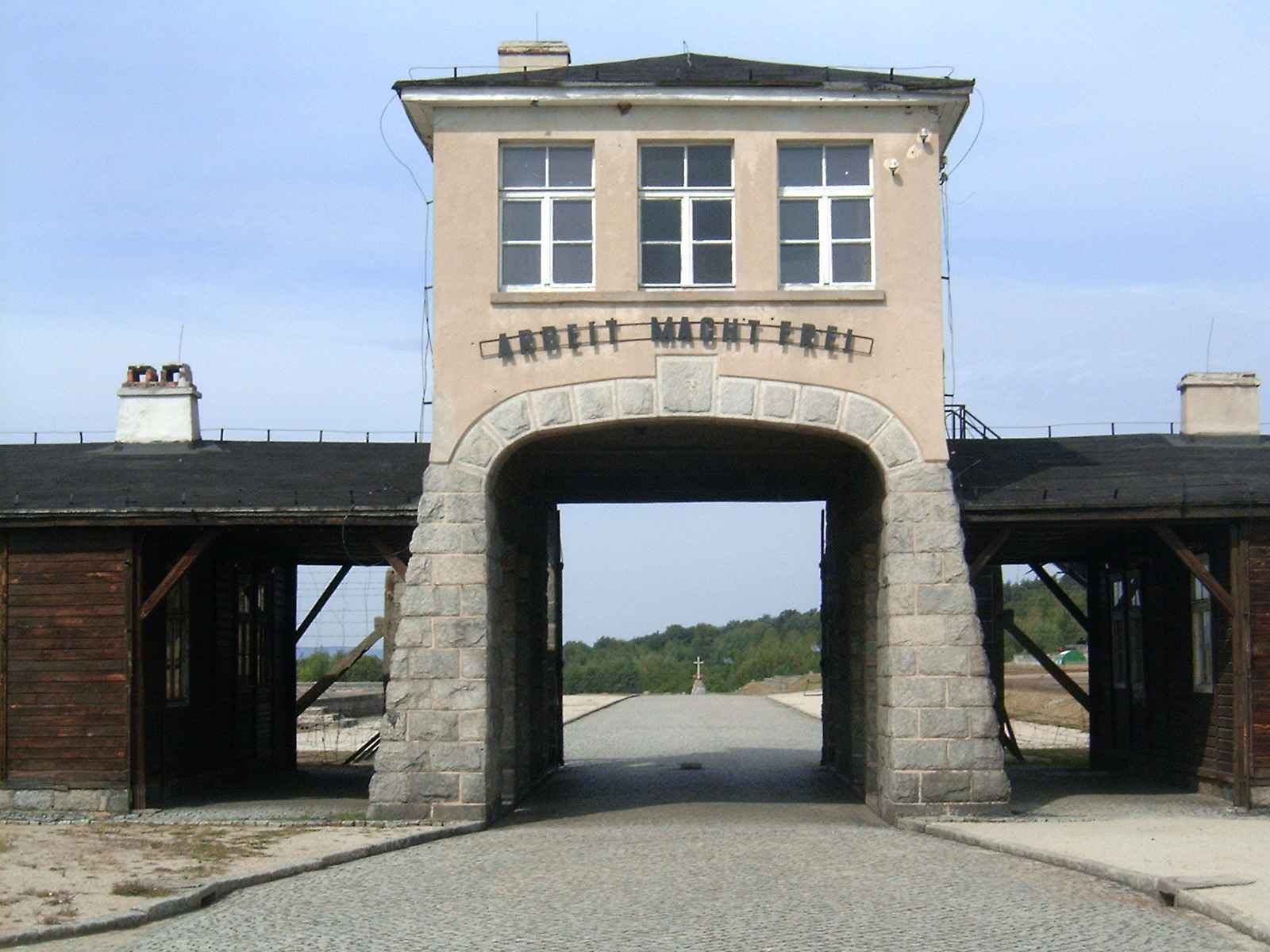
Hlavní brána koncentračního tábora Gross-Rosen

V pracovním táboře Gross-Rosen již byli chlapci zařazeni mezi muže, neměli žádná „chlapecká privilegia". V zimě na přelomu let 1944/1945 chodili na pilu skládat dřevo z vagonů a do vagonů, nebo chodili kácet stromy a svážet dřevo z lesa. Bylo to v horách, ve sněhu, za mrazu, s nedostatečným oblečením, k tomu hlad a těžká práce.
Zima na přelomu let čtyřicet čtyři, čtyřicet pět byla navíc velmi tuhá, my jsme byli v horách, buď v Orlických nebo Adršpašských, bylo to někde blízko Broumova na druhé straně hor. Káceli jsme stromy, což byla těžká práce, ale nejhorší ze všeho byla ta ukrutná zima, ten neustálý mráz a ten neustálý hlad, celá ta beznaděj. Jídlo bylo nuzné, člověk si nemohl už ani nijak přilepšit. Na polích nic nebylo, hledali jsme zmrzlé žaludy, ale nic se nedalo najít, byla zima.
Toman Brod, ,  
V lednu roku 1945 byl Tomas Brod vyhublý a vyzáblý tak, že se už prakticky nemohl postavit na nohy, byl nemocný a nemohl dál chodit to práce. Nějakým řízením osudu se dostal na Krankenstube (na revír) do táborového bloku, kde bylo alespoň jakžtakž teplo. Asi po čtrnácti dnech na konci ledna 1945 byl Toman Brod převezen do jiného tábora vzdáleného několik kilometrů od Gross-Rosen. Jednalo se o koncentrační tábor v Märzbachtalu (Riese), který vznikl oplocením bývalé malé továrny. Pracovní povinnost zde nebyla, zato zde vládla nedostatečná hygiena, vši a špína. Bylo to spíš odkladiště nemocných, kteří už prakticky na žádnou práci nechodili a čekali jen na smrt.
Byli tu staří lidé, nemocní, dovedete si představit, jaké hygienické poměry zde panovaly, co tam bylo vší a samozřejmě hlad. Těch pár měsíců do konce války, to už byl boj o život. Už jsem opravdu počítal, jestli dřív umřu já nebo jestli dřív skončí válka. Šlo o týdny, o dny, o hodiny.
Toman Brod, ,  
Na jaře roku 1945 byl Toman brod natolik zesláblý, že jej začaly opouštět všechny síly a celé dny proležel v jakési předsmrtné agonii. Jen s největším duševním úsilím se nakonec přiměl k tomu, že se znovu přihlásil do práce, což mu nejspíše zachránilo život.

### Osvobození

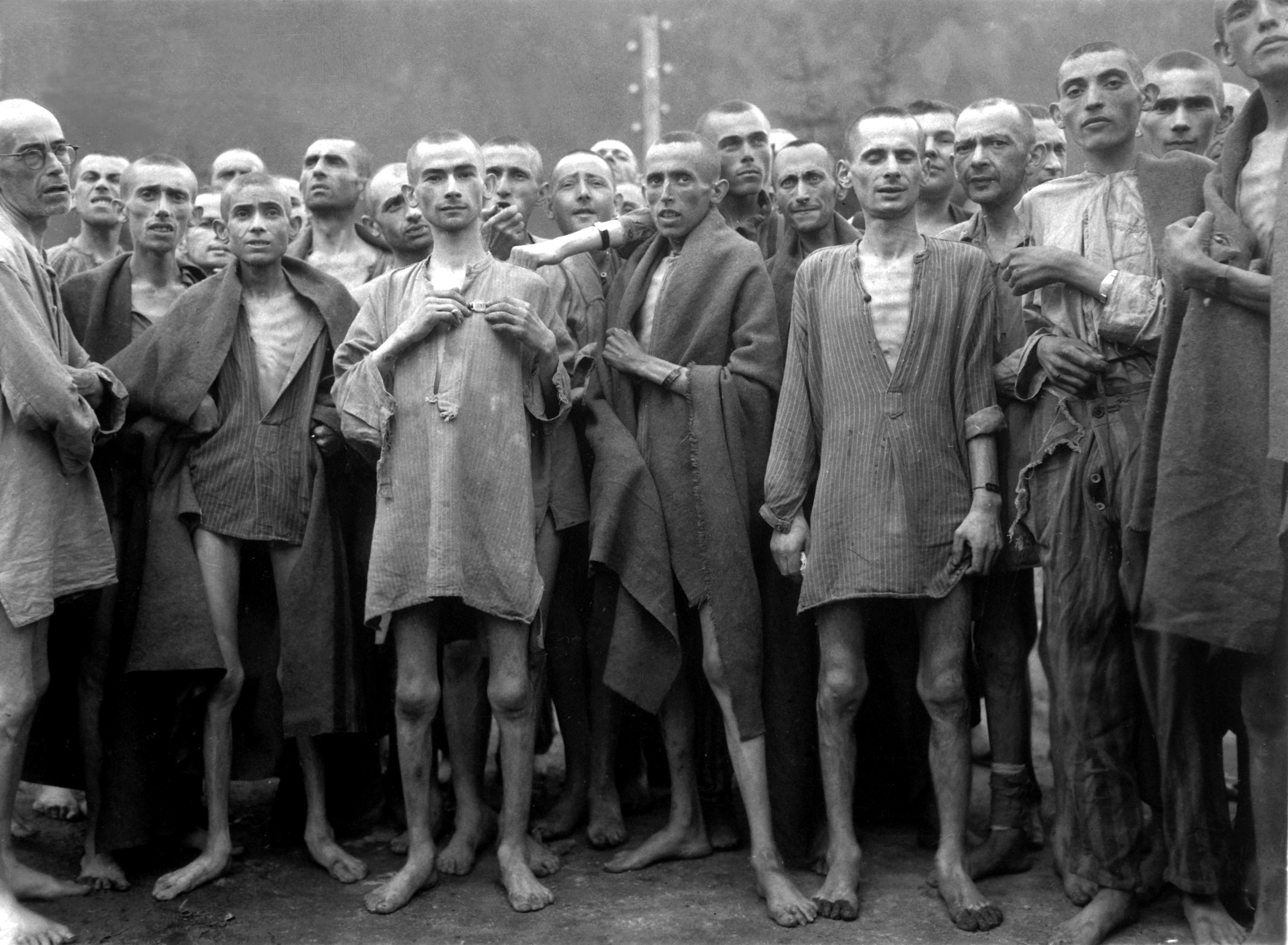
Vězni koncentračního tábora Mauthausen osvobození americkými vojáky (ilustrační foto)

Den 8. května 1945 večer se po táboře rozšířila zpráva, že příslušníci SS odešli a že tábor je volný. 9. května se objevili Poláci a Rusové. Konec války. Toman Brod z tábora ihned odešel, a snažil se jakkoliv dostat domů. Cestou narazil na ruského vojáka, který jej zavedl na nějaký německý statek, kde se Tomana Broda ujali, ale po týdnu se jeho zdravotní stav natolik zhoršil (začal u něj tyfus), že jej lidé ze statku převezli do nemocnice (polského lazaretu). Tam u něj diagnostikovali břišní i skvrnitý tyfus. Asi za pět neděl dostal potvrzení že nemá ani vši, ani tyfus a že je schopen transportu. Toman Brod cestoval pěšky, zčásti jel na nákladním vagonu s uhlím až se konečně dostal do pohraniční stanice Lichkov, která už byla na území Československa. To už bylo v červnu 1945. Tady si Toman Brod sedl na rychlík do Prahy a tam vystoupil na Denisově nádraží. Odtud došel do Masné ulice do domu, odkud před třemi léty odcházel s bratrem a matkou do transportu. V Praze se setkal i s bývalou kuchařkou a bytnou (paní Annou Kopskou), která Brodovým do Birkenau posílala balíky s jídlem. Po návratu do Prahy prodělal Toman Brod tuberkulózu, kterou si ale úspěšně vyléčil v podolském sanatoriu. Následující měsíce strávil v různých nemocnicích a sanatoriích, prakticky po dva roky byl vyřazen ze života. Jako jediný z rodiny druhou světovou válku přežil.

### Návrat do života (1948–1955)

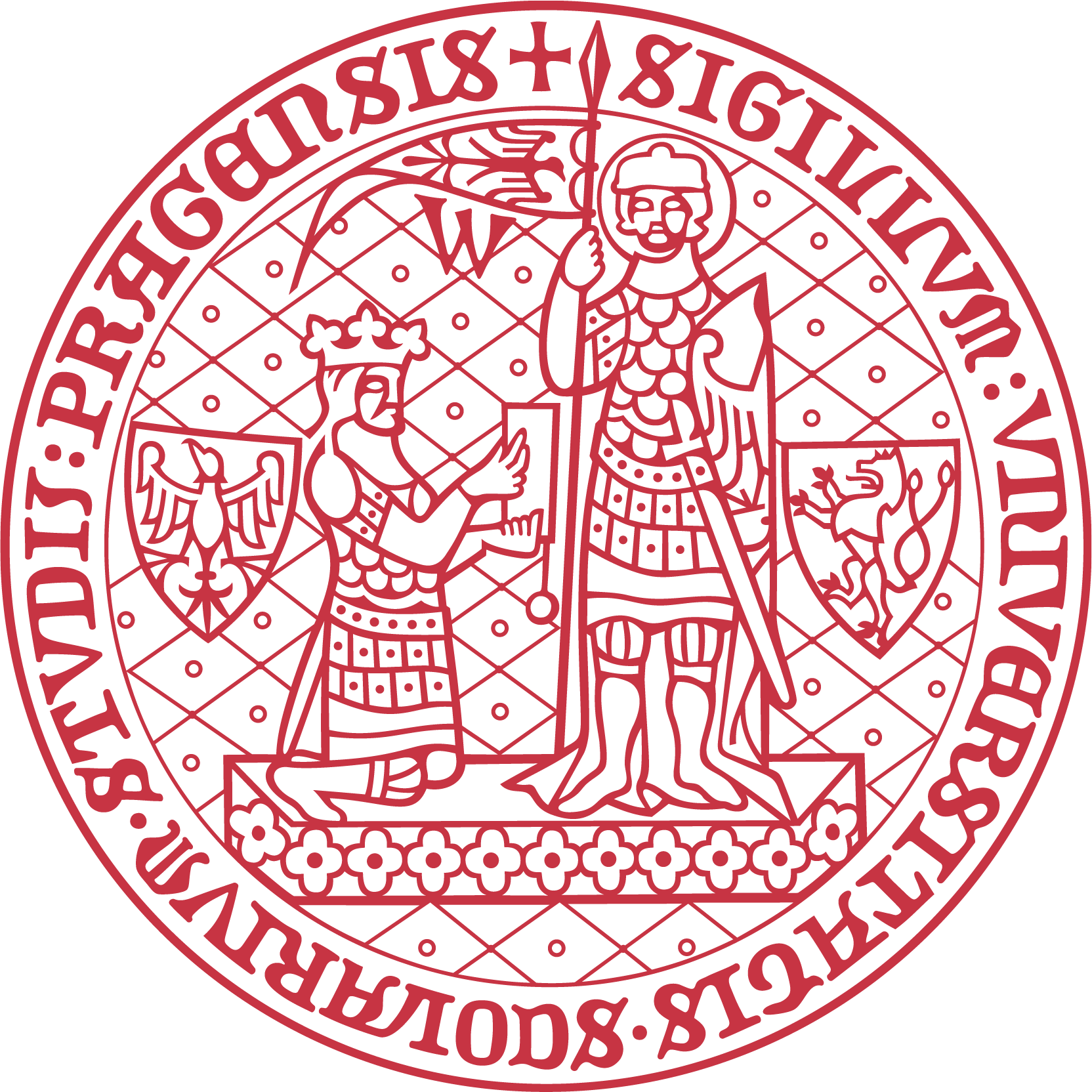
Symbol University Karlovy (ilustrační foto)

Začátkem roku 1948 nastoupil místo úředníka v podniku Gramofonové závody. Tady pracoval asi dva roky. Toman Brod reagoval na nabídku, že lidé, kteří by chtěli studovat, se mohou přihlásit, a pokud nemají maturitu, tak že si ji mohou dodělat. Následujících několik měsíců chodil do kurzu, po jehož konci složil zkoušku, nahrazující maturitu. Následně si mohl podat přihlášku na vysokou školu. Ve školním roce 1950/1951 navštěvoval Školu politických a hospodářských věd. Po čase byla tato škola zrušena a její studenti byli převedeni na Filozoficko-historickou fakultu Univerzity Karlovy. Tady si mohli studenti vybrat pro další studium různé obory, filozofii, historii nebo nějakou politicko-diplomatickou dráhu. Toman Brod si vybral historii a vysokoškolská studia dokončil v roce 1955. V tomtéž roce nastoupil do práce ve Vojenském historickém ústavu.
Toman Brod bydlel v původním bytě v Masné ulici, který sdílel s paní Annou Kopskou. Měnová reforma zavedená hned po skončení druhé světové války prakticky znehodnotila protektorátní úspory. Paní Anna Kopská zachránila několik šperků, které jí zanechala za války paní Brodová a z jejich prodeje dotovala náklady na studia Tomana Broda. V době po roce 1948, kdy se vláda v Československu dostala do rukou komunistů, se Toman Brod soustředil především na zvládnutí vysokoškolského studia a politickým událostem věnoval jen omezenou pozornost.
V lednu 1948 vstoupil Toman Brod do komunistické strany veden představou, že proti jednomu extrému (hitlerovský režim), je možno bojovat pouze druhým extrémem – komunistickým režimem. Toto bylo posíleno i úvahou, že demokracie jako politický systém zklamala především tím, že se nedokázala bránit. Jediným tehdejším silným protivníkem a garantem neopakování hitlerovské vlády a hitlerovského režimu se Brodovi jevil režim komunistický. Z pohledu kádrového byl sice Toman Brod buržoazního původu s určitou mírou měšťáckého myšlení, ale na druhou stranu zapůsobila skutečnost, že za války osiřel, během války byl vězněn a prožil těžkou dobu.
V roce 1952 ještě během vysokoškolských studií se na kolejích v Opletalově ulici seznámil Toman Brod s Libuší Kvasničkovou. Byla o tři roky mladší než on, pocházela z Moravy a v roce 1954 (30. dubna 1954), ještě před dokončením studia, se s ní oženil. Po svatbě bydleli novomanželé Brodovi dál v bytě v Masné ulici společně s paní Annou Kopskou. Na podzim roku 1954 se jim narodila dcera Šárka. Po skončení školy v roce 1955 nastoupil Toman Brod do pracovního poměru ve Vojenském historickém ústavu.

### Padesátá léta dvacátého století
Proces s Rudolfem Slánským na počátku padesátých let dvacátého století, rozporuplný postoj komunistů k osobnosti Tita, projev Chruščova „Kult osobnosti a jeho důsledky“, v němž poodhalil a odsoudil diktátorské praktiky Stalina v únoru 1956 a další postoje strany a politické události přivedly Tomana Broda do řad intelektuální fronty humanitního směru, která se snažila komunismus reformovat zevnitř. Velmi brzy se však Brod a jemu podobně smýšlející filosofové, historikové, žurnalisté a spisovatelé z řad komunistů přesvědčili o nemožnosti reformovat komunismus, který je ve své podstatě zločinný.
Při své práci ve Vojenském historickém ústavu se Toman Brod a jeho kolega, Eduard Čejka, dostali k problematice československého odboje za druhé světové války na Západě. Toto téma bylo v té době velké tabu a všichni, kdo bojovali na Západě proti Německu byli po Únoru 1948 kriminalizováni a mnozí dokonce vězněni. Brod a Čejka vydali knížku o vojácích na Západě, ve které se snažili ukázat, že to všichni nebyli reakcionáři, že to naopak byli lidé, kteří bojovali proti hitlerismu, za republiku, že to byli lidé, kteří měli zásluhy. Kniha vzbudila sice jistý ohlas (vyhrála i cenu v soutěži Svazu bojovníků za svobodu), ale cenzurou byla následně zakázána a znovu vyšla až v šedesátých letech dvacátého století. Na jedné stranické schůzi, kde se diskutovalo o tom, co to stalinismus vlastně byl a jaké zločiny s sebou nesl, přirovnal Toman Brod metody stranické politiky a policie k metodám gestapa. Následovalo vyšetřování, StB se jej snažila získat ke spolupráci, hrozilo mu vyloučení ze strany. Nakonec byl zbaven možnosti vědecké práce a ve Vojenském historickém ústavu jej přeřadili na podřadné místo. Psal se přelom padesátých a šedesátých let dvacátého století.

### Šedesátá léta dvacátého století
V roce 1963 přešel Toman Brod do Československé akademie věd a to do ústavu, který se zabýval dějinami východní Evropy. Při studiu československo-sovětských vztahů ale Brod našel věci, které byly velmi nebezpečné a ještě mnohem výbušnější než problematika československých vojáků na Západě. Brod sbíral materiál a když začal psát knihu, byl z ústavu vyhozen. (Kniha pak vyšla jako samizdat a to definitivně až po roce 1989.)[zdroj?]
Politické uvolnění šedesátých let dvacátého století otevřelo možnosti hovořit i o dosud tabuizovaných tématech. Manželka Tomana Broda pracovala nejprve ve Státním ústředním archivu, později také v Československé akademii věd. Zajímala se o ni tajná policie, protože často přicházela do kontaktu s cizinci. Jednoho dne jí bylo oznámeno, že v archivu s tajnými dokumenty pracovat nemůže. Byla přeřazena do Encyklopedického ústavu Československé akademie věd, kde se pak po dobu několik následujících let podílela na tvorbě naučného slovníku.
O dceru Brodových – Šárku se krom rodičů starala paní Anna Kopská a to prakticky až do své smrti v zimě roku 1963. Šárka byla výtvarně nadaná, po skončení základní školy navštěvovala střední uměleckou školu na Vinohradech. V šedesátých letech dvacátého století se stal Toman Brod zakládajícím členem „Výboru pro dějiny národně osvobozeneckého boje“ a byl zván i do zahraničí (Západní Německo, Rakousko) na různé konference.
Jako spolupracovník komunistické Státní bezpečnosti (StB) byl Toman Brod registrován v letech 1959 až 1965. Tuto etapu svého života vysvětloval tak, že dlouho neměl sílu se tajné policii a totalitnímu aparátu vzepřít. Nakonec tuto sílu vzepřít se totalitě v sobě Toman Brod nalezl až koncem šedesátých let dvacátého století. (Následoval „vyhazov“ ze zaměstnání i z komunistické strany; Toman Brod se pak živil jako čerpač vody a taxikář.)

### Srpen 1968-1975

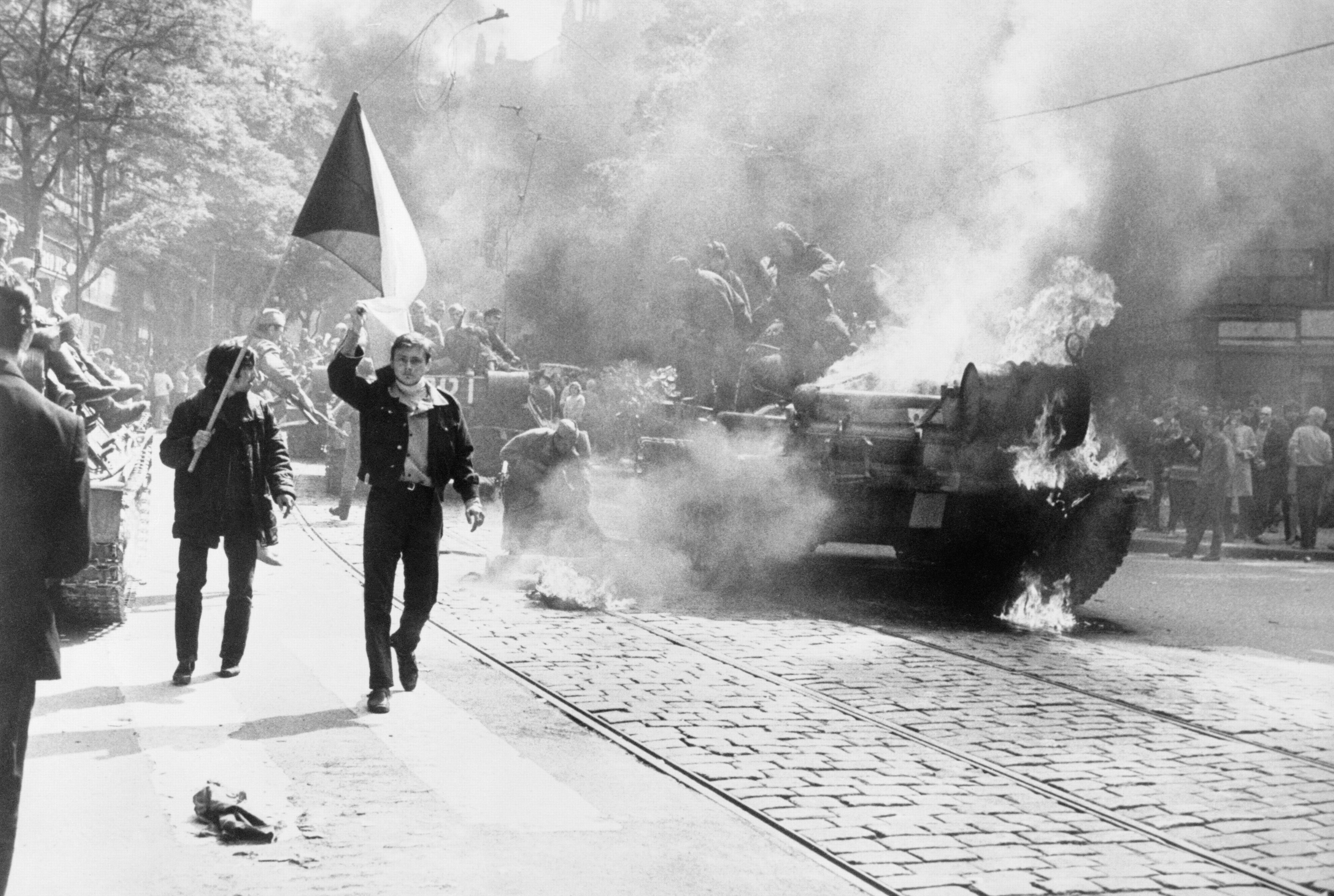
Pražané s vlajkou, v pozadí hořící invazní tank (ilustrační foto)

Po srpnových událostech roku 1968 nevyužil Toman Brod možnosti emigrovat. Začátkem roku 1969 získal stipendium na rok do Německa, rodina přijela za ním, dokonce mu německá strana nabízela místo na univerzitě. Ani tentokrát ale neemigroval. Po návratu do Československa, když mu vypršelo stipendium, byl vyloučen z KSČ, byl „vyhozen“ z Československé akademie věd a tak šel „čerpat vodu“. Byl zaměstnán u podniku s názvem „Vodní zdroje“. Zaměstnanci této organizace jezdili a bydleli v maringotkách po Československu, vrtali prameny, čerpali z nich vodu a hodnotili její průtok. Tuto práci vykonával Toman Brod asi rok. Poté pracoval (na dohodu) nějaký čas jako nelegální taxikář. V roce 1975 simuloval na psychiatrii komplex z koncentračních táborů, byl uznán jako invalida a byl mu přiznán invalidní důchod.
Manželka Libuše Brodová byla také vyloučena z KSČ a „vyhozena“ z Československé akademie věd. Následujících čtrnáct let pracovala jako uklízečka až do odchodu do starobního důchodu. Dcera Šárka nemohla pokračovat ve studiu.

### Charta 77

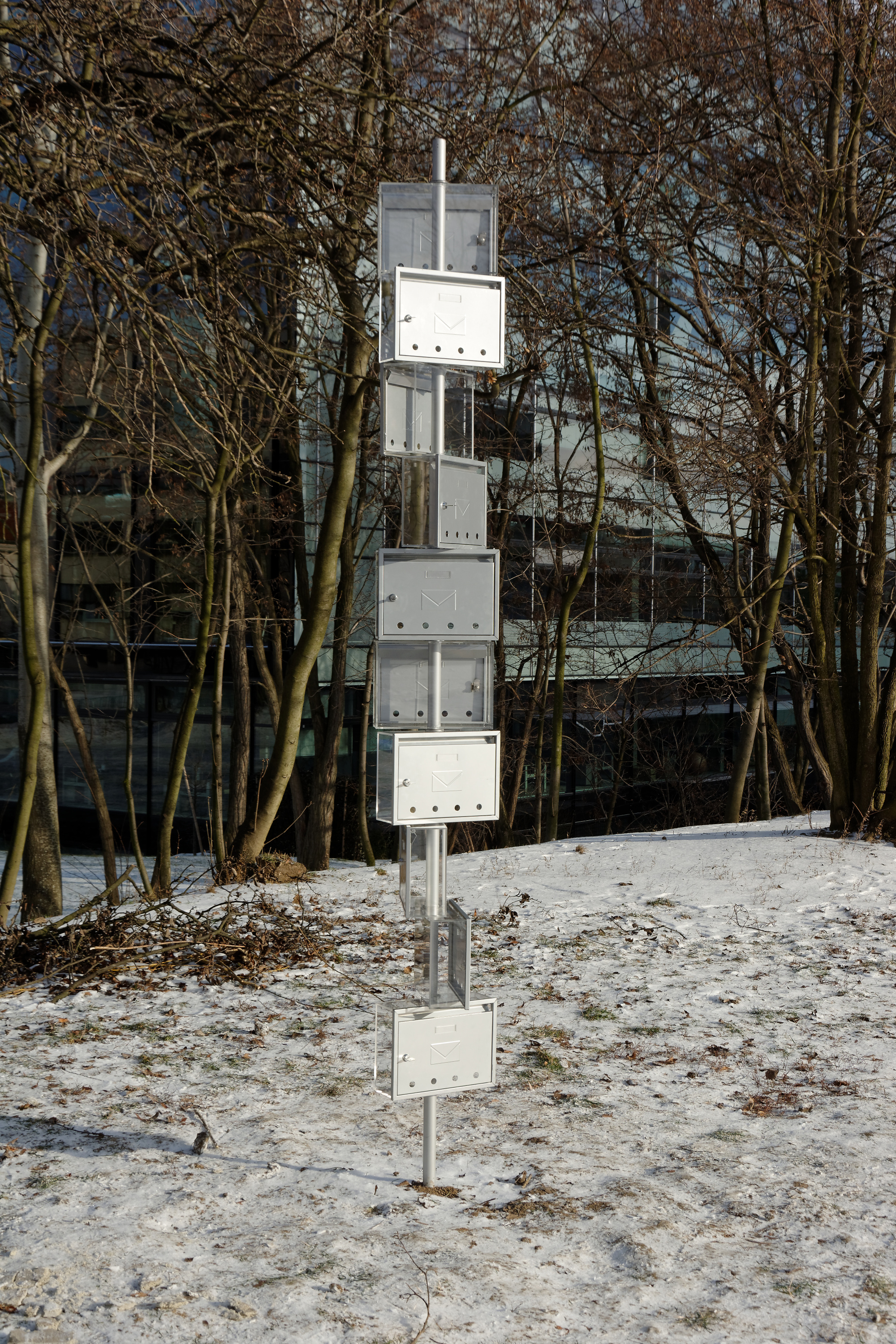
Pomník Charty 77 v Gymnazijní ulici na Praze 6 (ilustrační foto)

Na přelomu let 1976 / 1977 se Toman Brod stal jedním ze 150 prvních signatářů Charty 77. Následovala domovní prohlídka s cílem najít v bytě Brodů nějaký kontrarevoluční spis. Prohlídka ale skončila neúspěchem. Obdobně jako Toman Brod podepsali Chartu 77 i všichni jeho přátelé – členové „Výboru pro dějiny národního osvobození“. Kromě častých domovních prohlídek byl byt, kde Brodovi bydleli, také odposloucháván.
Manželka Tomana Broda – Libuše Brodová – pracovala 15 let v ČSAV a dalších 15 let jako uklízečka. Platově bylo místo uklízečky honorováno asi třetinou platu v ČSAV, ale mělo to tu výhodu, že si práci mohla udělat v podstatě kdykoli a měla tím pádem i více volného času. V té době Libuše Brodová začala cvičit jógu a stala se vegetariánkou. V roce 1987 odešla do starobního důchodu.
Dcera manželů Brodových – Šárka nebyla přijata na vysokou školu i když měla nadprůměrné studijní výsledky. Pracovala pak několik let v různých obchodech jako aranžérka. V osmdesátých letech dvacátého století přijel do Prahy Američan Richard Hyland. Předtím pobýval nějaký čas na studiích v Německu a bylo mu doporučeno navštívit v Praze rodinu Brodových. Tak se Šárka seznámila se svým budoucím manželem. Richard Hyland byl žid a přes něj se Šárka začala o židovství zajímat. Vyzvala svého otce Tomana Broda, aby svoje zážitky sepsal, což on učinil.
Rodina Richarda Hylanda se přestěhovala do Ameriky už začátkem dvacátého století, prakticky se jich tedy události druhé světové války nedotkly. Šárka a Richard měli svatbu v roce 1982. Měli židovskou svatbu, Šárka konvertovala k židovství, nebyla totiž halachická židovka. Po svatbě se novomanželé nejprve přestěhovali do Německa a po dvou letech natrvalo přesídlili do Ameriky. Nejprve bydleli ve Washingtonu, Šárka zde vystudovala na Yale design. Pak bydleli nějakou dobu v Miami, kde její muž přednášel na univerzitě. Richard Hyland je právník a přednáší hodně, teď[kdy?] opět žijí na východním pobřeží ve Filadelfii. Šárka pracuje jako grafik-designer, navrhuje obálky na knihy, výstavy a taky přednáší na univerzitě.

### Sametová revoluce 1989

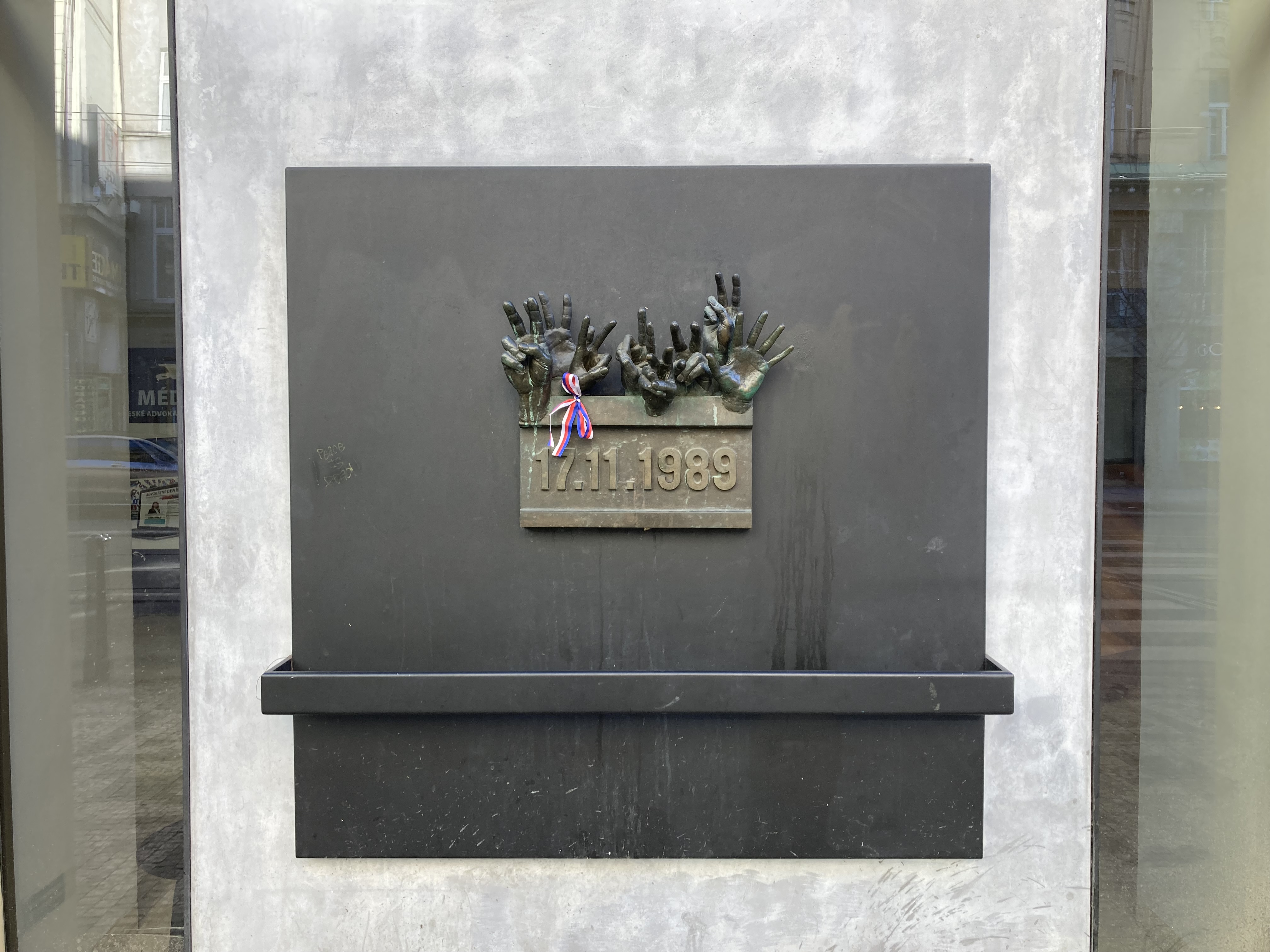
Pamětní deska na Národní třídě (ilustrační foto)

Po Sametové revoluci v listopadu 1989 se Toman Brod mohl vrátit zpět od Ústavu pro dějiny východní Evropy. Nebyl ovšem již schopen dodržovat pracovní disciplínu a podřídit se různým firemním nařízením. Po roce a půl proto definitivně odešel do důchodu (Po nějakém čase tento ústav stejně zanikl, stal se součástí Historického ústavu Akademie věd.)
Toman Brod dostal nějaké finanční odškodnění za pobyt v koncentračním táboře od české vlády a od Němců. V polovině devadesátých let dvacátého století se Brodovi přestěhovali z Masné ulice do vlastního bytu v Praze–Bubenči. Toman Brod mohl publikovat to, co dříve kolovalo jen v samizdatu, mohl přednášet a psát články.

## Publikační činnost (chronologicky, výběr)
- 2012 – Brod, Toman. Gut, dass man nicht weiß was kommt. Meine Jahre 1929 bis 1989. Erinnerungen. Weßling 2012. 420 stran. ISBN 978-3-9810192-5-4. Německý překlad původního životopisu: Ještě že člověk neví, co ho čeká: života běh mezi roky 1929-1989.

- 2008 – Brod, Toman. Tobrucké krysy: osudy a boje československých vojáků na Středním východě v letech 1940-1941. Praha: Naše vojsko, 2008. 250 stran, (24) stran obrazových příloh; Fakta a svědectví. ISBN 978-80-206-0985-4.

- 2007 – Brod, Toman. Ještě že člověk neví, co ho čeká: života běh mezi roky 1929-1989. Vydání 1. Praha: Academia, 2007. 361 stran, [24] stran obraz. příloh. Paměť; svazek 2. ISBN 978-80-200-1498-6.

- 2002 – Brod, Toman. Osudný omyl Edvarda Beneše 1939-1948: československá cesta do sovětského područí. Vydání 2., upravené, V Academii v tomto sv. 1. Praha: Academia, 2002. 700 stran, [46] stran obrazových příloh. ISBN 80-200-0971-X.

- 1991 – Brod, Toman. Triumf a zkáza: cesta československých komunistů k moci v letech 1945-1948. II. část. Praha: Magnet-Press, 1991. 126 stran. Magnet; sv. 2. ISBN 80-85110-59-8.

- 1990 – Brod, Toman. Operace Velký podvod: cesta československých komunistů k moci v letech 1945-1948. 1. část. Praha: Magnet-Press, 1990. 127 stran. Magnet; 12/90. ISBN 80-85110-54-7.

- 1990 – Brod, Toman, ed. Pakty Stalina s Hitlerem: výběr dokumentů z let 1939 a 1940. Překlad Toman Brod. Vydání 1. Praha: Naše vojsko společně s Českou expedicí, 1990. 140 stran, [16] stran obrazových příloh. ISBN 80-206-0209-7.

- 1965 – Brod, Toman a Čejka, Eduard. Na západní frontě: historie československých vojenských jednotek na Západě v letech druhé světové války. 2., přepracované a doplněné vydání Praha: Naše vojsko, 1965. 609, [iii] s., [64] stran fotografických příloh. Dokumenty. Edice SPB; sv. 133.

- 1965 – Brod, Toman a Doležal, Jiří. Nastal čas boje: Czechoslovak anti-fascist resistance in pictures 1938-1945. 1. vyd. Praha: Naše vojsko, 1965. 260, [3] s. Dokumenty. Edice SPB; sv. 129. (vyšlo v překladu do angličtiny, francouzštiny, ruštiny, němčiny)

- 1961 – Brod, Toman a Bartošek, Karel. Pražské květnové povstání 1945: [učební pomůcka pro všeobecně vzdělávací školy]. 1. vyd. Praha: Státní pedagogické nakladatelství (SPN), 1961. 38 stran. Obrazové soubory.